# 懷特斯泰申 (密西西比州)
懷特斯泰申（英語：White Station）是位於美國密西西比州克萊縣的非建制地區。

## 地理
懷特斯泰申所處的海拔為高於海平面78米（即256英呎），而該地所採用的時區為UTC-6，即北美中部時區（CST）。同時該地設有夏令時間，為UTC-6調快一小時，即UTC-5（CDT）。